# Gruppo Armando Testa
L'Armando Testa è un gruppo pubblicitario italiano con sedi a Torino, Milano, Los Angeles e nei principali mercati europei.
Comprende cinque società: Armando Testa S.p.A., Media Italia, In Testa, Little Bull e Marco Testa Los Angeles, che insieme formano un sistema di comunicazione integrato. Tra i principali clienti annovera Lavazza (dal 1958), Fater (dal 1966), A.C.R.A.F. (dal 1968), Esselunga (dal 1979), Nestlé (dal 1986), FCA (dal 1992).

## Storia
Armando Testa fonda il suo studio grafico nel 1946 a Torino, lo Studio Testa e nel 1956 lo converte in agenzia di pubblicità.
Il fondatore esordì come cartellonista nel 1937 sviluppando un linguaggio personale, sensibile alle soluzioni delle contemporanee avanguardie pittoriche. Disegnatore, animatore, pubblicitario, copywriter, pittore innamorato dell’arte astratta, uomo eternamente affamato di novità.

### Gli anni '50 e '60
Dopo la seconda guerra mondiale Testa lavora con alcuni dei marchi italiani più importanti come Borsalino, Martini & Rossi, Pirelli. Celebri sono i caroselli per il caffè Paulista di Lavazza con i pupazzi conici di Caballero e Carmencita  (1965); gli sferici abitanti del pianeta Papalla per Philco (1966); Pippo l’ippopotamo azzurro per i pannolini Lines (1966); e poi l’attore Mimmo Craig alle prese con gli incubi dell’obesità, su musiche di Grieg, per l’olio Sasso (1968); l’avvenente bionda Solvi Stubig per la Birra Peroni (1968).
Nascono poi immagini e animazioni filmate per la televisione come il gioco grafico fra bianco/nero e positivo/negativo per il digestivo Antonetto (1960), o le perfette geometrie della sfera sospesa sulla mezza sfera per l’aperitivo Punt e Mes, che in dialetto piemontese significa appunto “un punto e mezzo” (1960) divenuta iconica (Dal 2015 la statua del Punte e Mes, chiamata “Sintesi 59” è stata donata dalla famiglia Testa alla città di Torino, si trova in piazza XVIII Dicembre, davanti alla stazione di Porta Susa).

### Gli anni '70 e '80
Arriva negli anni '70 il primo Leone d'oro al Festival Internazionale della Creatività Leoni di Cannes per la campagna Sole Bianco. Le campagne create dal gruppo sono tutte ispirate dal fondatore Armando, che cerca sempre la sintesi visiva. Con gli anni '80 il gruppo cura campagne per Alitalia, BMW, Eni, Citterio, Reale Mutua, Bistefani (vince Leone d'oro a Cannes 1984) e Mulino Bianco. Nel 1982 viene fondato Media Italia, il primo centro media indipendente nazionale. Nel 1989 nasce In Testa, società che si occupa di graphic design e corporate identity.

### Gli anni '90 - 2010

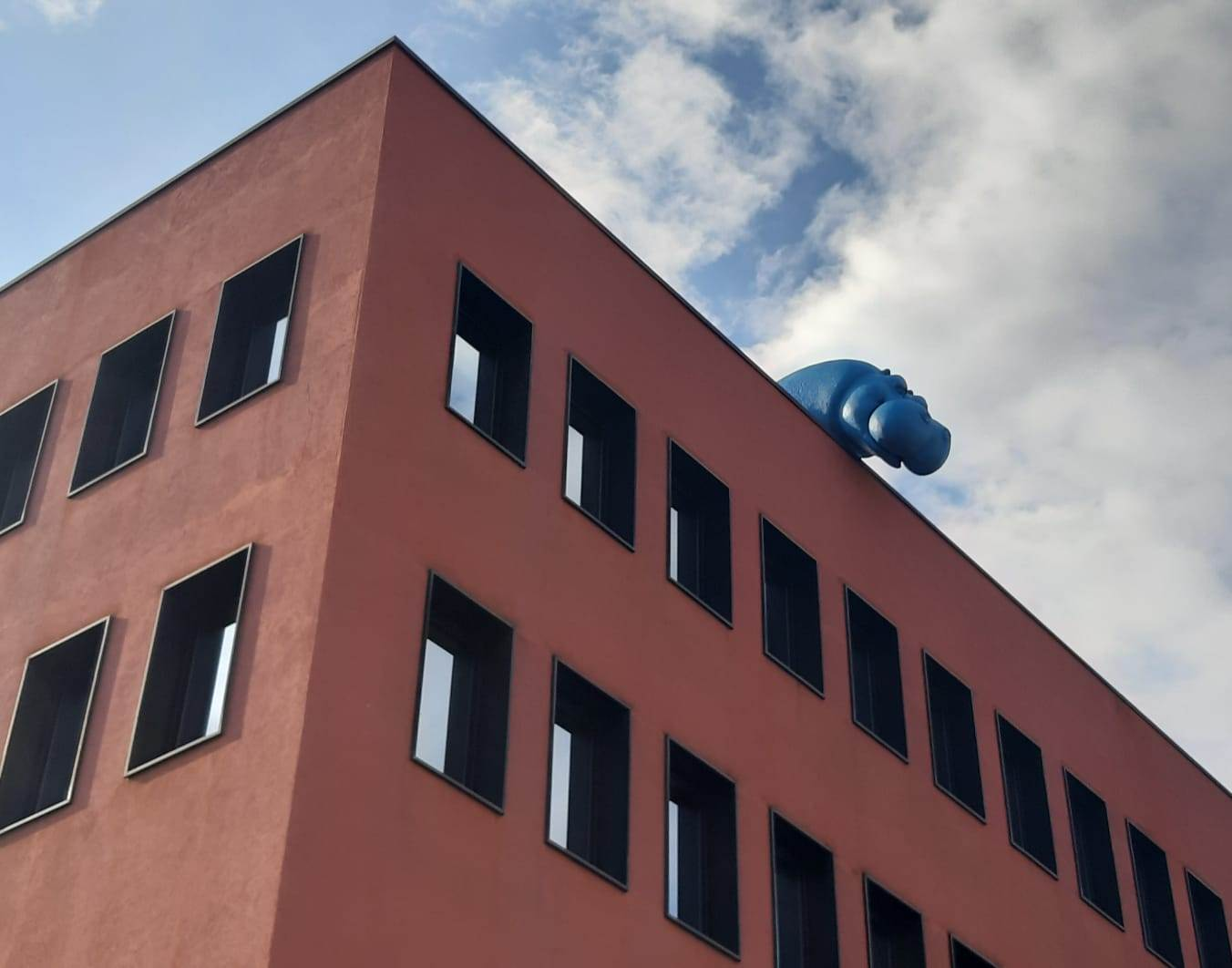
Sede Agenzia Marco Testa, nel quartiere Borgo Po.

Nel 1992 muore il fondatore e il figlio Marco Testa, già amministratore delegato dal 1985, sale alla guida del gruppo. Con lui arrivano un nuovo Leone d'oro al Festival Internazionale della Creatività Leoni di Cannes per il “Fortino” di Telecom Italia, il successo della saga Tim e della campagna Lavazza "Paradiso", le affissioni Esselunga, il Pugno Pirelli, No Martini No Party, Lancia. Nel 1990 nasce "La famiglia del Mulino Bianco" con spot diretti da illustri figure del cinema italiano come Giuseppe Tornatore e musicati da Ennio Morricone. Nel 1995 con "La Natura in Città” nuovo Leone a Cannes. Nel 2000 acquisisce la Max Information di Bologna e la web agency EDV di Torino, poi incorporate nel corso degli anni. Nel 2004 sperimenta per prima la pubblicità interattiva in Italia sulla TV digitale terrestre. Nel 2005 Marco Testa inaugura la nuova sede torinese, situata nel Palazzo della Comunicazione, in via Luisa del Carretto in zona precollinare. Nel 2009 arriva un altro Leone d'Oro vinto per Baci Perugina sotto la direzione creativa di Marco Faccio nella prima categoria creata nei mixed media. Sempre nel 2009 il documentario sul fondatore Armando Testa “Povero Ma Moderno” firmato da Pappi Corsicato, premiato in occasione della 66ª Mostra Internazionale di Arte Cinematografica di Venezia nel 2009 nella sezione "Orizzonti" con il riconoscimento del "Premio Pasinetti.

### Anni recenti
Nel 2015 viene aperta l'agenzia Marco Testa Los Angeles. Nel 2016 vince un Clio award per la campagna Fiat 500X con Ben Stiller, presentata ai Golden Globe e poi al Super Bowl. Nel 2018 per Lavazza si unisce in una partnership con Jerry Seinfeld all’interno del suo programma Comedians in Cars Getting Coffee in onda su Netflix; inoltre firma la campagna per il rilancio del turismo verso l'Italia a Los Angeles.  In questi anni escono le campagne Pan di Stelle “Il sogno di Nyma” (2018), Chiquita “Pink about it” (2018) seguita da “Yellow Story”, Montenegro “#Humanspirit” (2019), Birra Messina “La Sicilia si sente” (2019), Esselunga “E se ti dicessi” (2019), Pan di Stelle crema “Il sogno più cremoso si è avverato” (2019). La campagna pubblicitaria del 2023 Open To Meraviglia, finanziata dal Ministero di Turismo e Enit e che usava la Venere di Botticelli in veste di virtual influencer è stata molto criticata. Il Gruppo Testa, con un’intera pagina a pagamento sul Corriere della Sera, si è difeso affermando che la campagna non fosse ancora pronta, nonostante il video fosse già presentato ufficialmente dal ministero.

## Consociate
- Media Italia: fondata nel 1982, è il primo centro media italiano, con sedi a Torino, Milano, Bologna. È tra i fondatori di Local Planet[21], rete di centri media locali, presente in 67 paesi.
- InTesta: agenzia di corporate identity fondata nel 1999 e specializzata nel graphic design e nel copywriting per il below the line.
- Little Bull: casa di produzione nata a Torino nel 2002 dall’esperienza di Arte Film, segue e sviluppa progetti video, dal brief alla messa in onda compresa la post produzione
- Max Information: agenzia “full service” fondata nel 1981 a Bologna, acquisita dalla Armando Testa nel 2000[22], poi integrata nel 2020 mediante fusione per incorporazione.
- Marco Testa Los Angeles: agenzia statunitense (ha sede a Los Angeles) fondata dal 2015 e nata da un’idea di Marco Testa, specializzata in Brand Entertainment.